# Krzysztof Felczak
Krzysztof Felczak (ur. 3 stycznia 1962 w Warszawie) – polski siatkarz, potem trener.
Swoje pierwsze kroki pod siatką stawiał na Żoliborzu w szkole podstawowej 223 – słynnej z siatkarskich tradycji. Grał w reprezentacji dzielnicy w Warszawskiej Olimpiadzie Młodzieży. Drużyna awansowała do półfinału, co w bardzo silnej i licznej konkurencji było dużym osiągnięciem w tej kategorii wiekowej. Następnie siatkarską przygodę Krzysztof Felczak kontynuował w Spójni Warszawa. Będąc uczniem trzeciej i czwartej klasy szkoły średniej grał w MDK Warszawa i zdobył z tym zespołem wicemistrzostwo Polski juniorów młodszych oraz mistrzostwo Polski juniorów. W 1981 rozpoczął studia na warszawskiej AWF, które ukończył w 1985 (kierunek trenerski).
Po ukończeniu studiów w 1985 roku podjął pracę z młodzieżą w MOS Wola Warszawa, gdzie pracuje do dzisiaj. Klub ten był przez kilka lata najlepszy w Polsce wśród chłopców w punktacji Głównego Urzędu Kultury Fizycznej i Sportu. Odnosił sukcesy w rywalizacji kadetów i juniorów. Na przełomie lat 80. i 90. kilka razy przebywał na obozach i stażach szkoleniowych w Belgii, gdzie uczył się m.in. u Wiaczesława Płatonowa i Ari Sallingera. W Stolarce Wołomin pracuje od 1996, a prowadzony przez niego klub zajął szóste miejsca w sezonach 2000/2001 i 2001/2002 w Polskiej Lidze Siatkówki. Po zakończeniu sezonu 2001/2002 zespół dokonał fuzji z KP Polską Energią Sosnowiec. W 2002/2003 grała Stolarka w serii B, a od sezonu 2003/2004 zespół nazywa się KPS Wołomin. Krzysztof Felczak cały czas pracował w wołomińskim klubie. Był też trenerem w MOS Wola. Kontrakt z AZS Politechnika Warszawska podpisał 7 listopada 2003, gdy zespół rozegrał pięć meczów i zdobył w nich jeden punkt (za porażkę 2:3 z Gwardią Wrocław). Przyczynił się do pozostania reprezentacji politechniki w ekstraklasie siatkarskiej.
Był członkiem Wydziału Szkolenia Polskiego Związku Piłki Siatkowej. W latach 2005–2008 r. był trenerem Polskiej kadry B.